# Promises (Nero)
Promises è un brano musicale del gruppo britannico di musica dubstep Nero, estratto come quarto singolo dall'album Welcome Reality. Il singolo è stato pubblicato il 5 agosto 2011 ed ha debuttato alla prima posizione della classifica dei singoli più venduti nel Regno Unito il 20 agosto 2011. Il singolo ha venduto 46,700 copie durante la prima settimana, il risultato commerciale peggiore, per un brano che ha raggiunto il primo posto, da novantasette settimane.
Il video musicale prodotto per Promises, è stato diretto da Ben Newman, è stato reso disponibile su YouTube il 7 luglio 2011.

## Tracce
Digital download EP
1. Promises - 4:17
2. Promises (Skrillex & Nero Remix) - 4:28
3. Promises (Calvin Harris Remix) - 5:59
4. New Life - 4:33

## Classifiche
| Classifica(2011)  | Posizione più alta |
| ----------------- | ------------------ |
| Australia         | 5                  |
| Belgio (Fiandre)  | 27                 |
| Belgio (Vallonia) | 7                  |
| Nuova Zelanda     | 28                 |
| Scozia            | 1                  |
| Regno Unito       | 1                  |